# Tipula (Lunatipula) paravelox
Tipula (Lunatipula) paravelox is een tweevleugelige uit de familie langpootmuggen (Tipulidae). De soort komt voor in het Palearctisch gebied.